# دوغلاس سي. جونز
دوغلاس سي. جونز (بالإنجليزية: Douglas C. Jones)‏ (6 ديسمبر 1924 - 30 أغسطس 1998)؛ روائي أمريكي.